# Wereldkampioenschap superbike van Laguna Seca 2014
Het wereldkampioenschap superbike van Laguna Seca 2014 was de negende ronde van het wereldkampioenschap superbike 2014. De races werden verreden op 13 juli 2014 op Laguna Seca nabij Monterey, Californië, Verenigde Staten. Tijdens het weekend kwam enkel het WK superbike in actie, het wereldkampioenschap Supersport was niet aanwezig op het circuit.

## Superbike

### Race 1
De Bimota-coureurs werden niet opgenomen in de uitslag omdat hun motorfiets niet was gehomologeerd door de FIM.
| Pos | Nr | Rijder               | Constructeur | Rondes | Tijd        | Grid | Punten |
| --- | -- | -------------------- | ------------ | ------ | ----------- | ---- | ------ |
| 1   | 33 | Marco Melandri       | Aprilia      | 25     | 35:07.782   | 5    | 25     |
| 2   | 50 | Sylvain Guintoli     | Aprilia      | 25     | +0.905      | 2    | 20     |
| 3   | 1  | Tom Sykes            | Kawasaki     | 25     | +6.627      | 1    | 16     |
| 4   | 34 | Davide Giugliano     | Ducati       | 25     | +13.574     | 4    | 13     |
| 5   | 24 | Toni Elías           | Aprilia      | 25     | +13.855     | 9    | 11     |
| 6   | 65 | Jonathan Rea         | Honda        | 25     | +15.575     | 10   | 10     |
| 7   | 91 | Leon Haslam          | Honda        | 25     | +18.820     | 7    | 9      |
| 8   | 22 | Alex Lowes           | Suzuki       | 25     | +20.184     | 11   | 8      |
| 9   | 76 | Loris Baz            | Kawasaki     | 25     | +34.479     | 8    | 7      |
| 10  | 44 | David Salom          | Kawasaki     | 25     | +37.463     | 15   | 6      |
| 11  | 59 | Niccolò Canepa       | Ducati       | 25     | +45.440     | 12   | 5      |
| 12  | 52 | Sylvain Barrier      | BMW          | 25     | +47.538     | 13   | 4      |
| 13  | 67 | Bryan Staring        | Kawasaki     | 25     | +49.750     | 17   | 3      |
| 14  | 21 | Jérémy Guarnoni      | Kawasaki     | 25     | +55.420     | 21   | 2      |
| 15  | 19 | Leon Camier          | MV Agusta    | 25     | +58.449     | 19   | 1      |
| 16  | 21 | Alessandro Andreozzi | Kawasaki     | 25     | +1:08.922   | 20   |        |
| 17  | 16 | Gábor Rizmayer       | BMW          | 25     | +1:17.853   | 24   |        |
| 18  | 99 | Geoff May            | EBR          | 25     | +1:18.084   | 22   |        |
| 19  | 18 | Chris Ulrich         | Honda        | 24     | +1 ronde    | 26   |        |
| 20  | 32 | Sheridan Morais      | Kawasaki     | 22     | +3 ronden   | 18   |        |
| DNF | 72 | Larry Pegram         | EBR          | 22     | Uitgevallen | 23   |        |
| DNF | 56 | Péter Sebestyén      | BMW          | 15     | Ongeluk     | 27   |        |
| DNF | 20 | Aaron Yates          | EBR          | 13     | Uitgevallen | 25   |        |
| DNF | 58 | Eugene Laverty       | Suzuki       | 7      | Uitgevallen | 6    |        |
| DNF | 7  | Chaz Davies          | Ducati       | 1      | Ongeluk     | 3    |        |
| DSQ | 2  | Christian Iddon      | Bimota       | 25     | +48.321     | 14   |        |
| DSQ | 86 | Ayrton Badovini      | Bimota       | 7      | Uitgevallen | 16   |        |

### Race 2
De race, die gepland stond over een lengte van 25 ronden, werd ingekort tot 7 ronden na twee rode vlaggen en evenzoveel herstarts. De Bimota-coureurs werden niet opgenomen in de uitslag omdat hun motorfiets niet was gehomologeerd door de FIM.
| Pos | Nr | Rijder               | Constructeur | Rondes | Tijd                   | Grid | Punten |
| --- | -- | -------------------- | ------------ | ------ | ---------------------- | ---- | ------ |
| 1   | 1  | Tom Sykes            | Kawasaki     | 7      | 9:51.346               | 1    | 25     |
| 2   | 50 | Sylvain Guintoli     | Aprilia      | 7      | +1.014                 | 2    | 20     |
| 3   | 65 | Jonathan Rea         | Honda        | 7      | +2.793                 | 10   | 16     |
| 4   | 58 | Eugene Laverty       | Suzuki       | 7      | +3.681                 | 6    | 13     |
| 5   | 24 | Toni Elías           | Aprilia      | 7      | +4.165                 | 9    | 11     |
| 6   | 76 | Loris Baz            | Kawasaki     | 7      | +7.160                 | 8    | 10     |
| 7   | 91 | Leon Haslam          | Honda        | 7      | +7.331                 | 7    | 9      |
| 8   | 44 | David Salom          | Kawasaki     | 7      | +15.061                | 15   | 8      |
| 9   | 21 | Alessandro Andreozzi | Kawasaki     | 7      | +15.674                | 20   | 7      |
| 10  | 19 | Leon Camier          | MV Agusta    | 7      | +17.015                | 19   | 6      |
| 11  | 21 | Jérémy Guarnoni      | Kawasaki     | 7      | +18.338                | 21   | 5      |
| 12  | 67 | Bryan Staring        | Kawasaki     | 7      | +19.270                | 17   | 4      |
| 13  | 32 | Sheridan Morais      | Kawasaki     | 7      | +20.040                | 18   | 3      |
| 14  | 72 | Larry Pegram         | EBR          | 7      | +23.845                | 23   | 2      |
| 15  | 16 | Gábor Rizmayer       | BMW          | 7      | +25.592                | 24   | 1      |
| 16  | 99 | Geoff May            | EBR          | 7      | +26.688                | 22   |        |
| 17  | 18 | Chris Ulrich         | Honda        | 7      | +31.893                | 26   |        |
| DNF | 34 | Davide Giugliano     | Ducati       | 2      | Ongeluk                | 4    |        |
| DNF | 33 | Marco Melandri       | Aprilia      | 2      | Schade ongeluk         | 5    |        |
| DNF | 59 | Niccolò Canepa       | Ducati       | 0      | Uitgevallen            | 12   |        |
| DNS | 52 | Sylvain Barrier      | BMW          | 0      | Niet gestart in race 3 | 13   |        |
| DNS | 22 | Alex Lowes           | Suzuki       | 0      | Ongeluk in race 2      | 11   |        |
| DNS | 7  | Chaz Davies          | Ducati       | 0      | Niet gestart in race 2 | 3    |        |
| DNS | 20 | Aaron Yates          | EBR          | 0      | Niet gestart in race 2 | 25   |        |
| DNS | 56 | Péter Sebestyén      | BMW          | 0      | Niet gestart in race 2 | 27   |        |
| DSQ | 86 | Ayrton Badovini      | Bimota       | 7      | +14.560                | 16   |        |
| DSQ | 2  | Christian Iddon      | Bimota       | 7      | +14.892                | 14   |        |

## Tussenstanden na wedstrijd

### Superbike
| Pos | Nr | Rijder           | Team     | Punten |
| --- | -- | ---------------- | -------- | ------ |
| 1   | 1  | Tom Sykes        | Kawasaki | 325    |
| 2   | 50 | Sylvain Guintoli | Aprilia  | 281    |
| 3   | 65 | Jonathan Rea     | Honda    | 261    |
| 4   | 76 | Loris Baz        | Kawasaki | 253    |
| 5   | 33 | Marco Melandri   | Aprilia  | 217    |

1995 · 1996 · 1997 · 1998 · 1999 · 2000 · 2001 · 2002 · 2003 · 2004 · 2013 · 2014 · 2015 · 2016 · 2017 · 2018 · 2019